# لويس هال
لويس هال (بالإنجليزية: Lois Hall) هي ممثلة أمريكية، ولدت في 22 أغسطس 1926 في الولايات المتحدة، وتوفيت في 21 ديسمبر 2006 بلوس أنجلوس في الولايات المتحدة بسبب نوبة قلبية. بدأت مشوارها المهني سنة 1948.

## أعمال

### أفلام
- (2005) خطة رحلة

## وصلات خارجية
- لويس هال على موقع IMDb (الإنجليزية)
- لويس هال على موقع ألو سيني (الفرنسية)
- لويس هال على موقع أول موفي (الإنجليزية)
- لويس هال على موقع قاعدة بيانات برودواي على الإنترنت (الإنجليزية)
- لويس هال على موقع قاعدة بيانات الأفلام السويدية (السويدية)
- لويس هال على موقع قاعدة بيانات الفيلم (الإنجليزية)
- لويس هال على موقع كينوبويسك (الروسية)